# 8807 Schenk
8807 Schenk eller 1981 UD23 är en asteroid i huvudbältet som upptäcktes den 24 oktober 1981 av den amerikanska astronomen Schelte J. Bus vid Siding Spring-observatoriet. Den är uppkallad efter Paul M. Schenk.
Asteroiden har en diameter på ungefär 5 kilometer.